# 齿吻沙蚕科
齿吻沙蚕科（學名：Nephtyidae）是葉鬚蟲目之下一個多毛纲环节动物的科。舊屬沙蠶亞目，今屬葉鬚蟲目之下的「亞目地位未定」分類單元。

## 型態特徵
本科物種色淺、環節清晰可見。有一個細小的五角形口前葉、兩對觸角。
虫体长且扁，横切面为近似長方形的四边形。

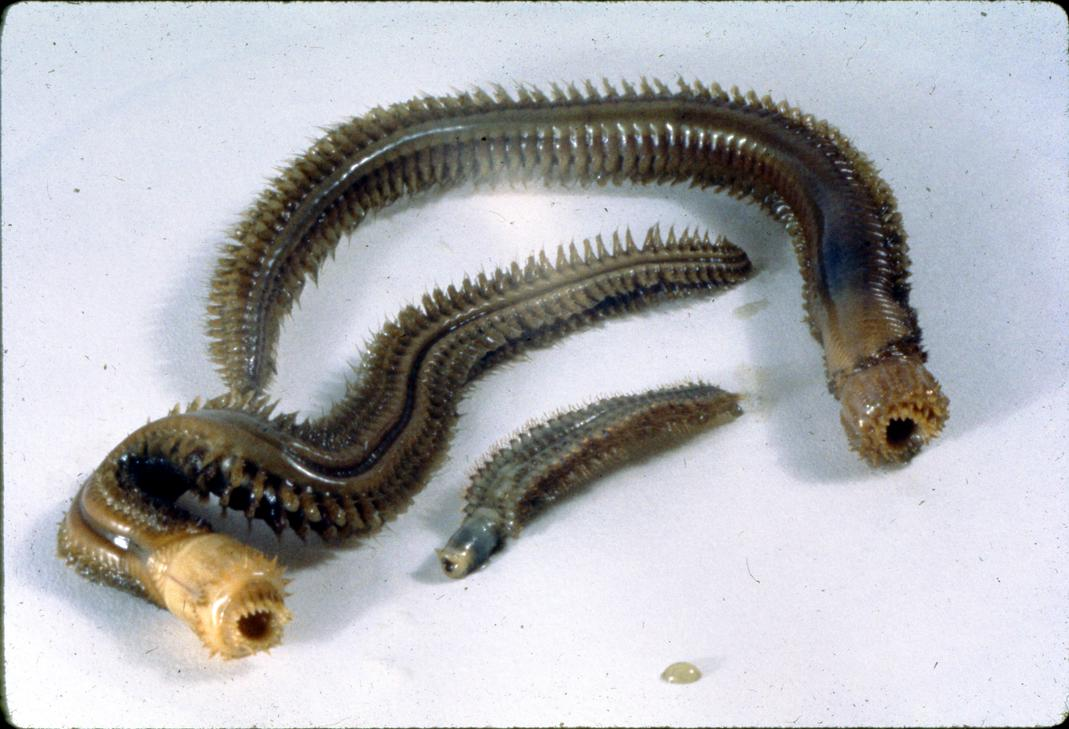
南極半島的一隻齿吻沙蚕。

疣足的背腹足叶分得很开。

## 生物学
本科物種為主動捕食者：牠們的翻吻有強壯的肌肉，作圆柱状或长椭圆形，還有兩邊發達的顎部。以软体动物、甲壳类、和其他多毛类等小型无脊椎动物為食。

## 分類
本科包括下列五個屬：
- 内卷齿蚕属 Aglaophamus
- 圆锯齿吻沙蚕属 Dentinephtys
- 无疣齿吻沙蚕属 Inermonephtys
- 微齿吻沙蚕属 Micronephtys
- 齿吻沙蚕属 Nephtys

## 外部連結
- 維基物種上的相關：齿吻沙蚕科